# Synagogenbezirk Kempen
Der Synagogenbezirk Kempen mit Sitz in Kempen, einer Stadt im Kreis Viersen in Nordrhein-Westfalen, wurde nach dem Preußischen Judengesetz von 1847 geschaffen.
Der Synagogenbezirk umfasste alle Orte des Kreises Kempen außer Vorst. Seit etwa 1855 gehörten ihm auch die jüdischen Bewohner der Orte Süchteln und Oedt an.